# Tarryn Rennie
Pour les articles homonymes, voir Rennie.
Tarryn Shae Rennie, née en 1995, est une nageuse zimbabwéenne. 

## Carrière
Tarryn Rennie obtient la médaille de bronze du relais 4 x 100 mètres quatre nages mixte avec Kirsty Coventry, James Lawson et Sean Gunn, aux Jeux africains de 2015 à Brazzaville ; elle est aussi cinquième de la finale du relais 4 x 100 mètres nage libre mixte, sixième de la finale du 100 mètres papillon, septième de la finale du 200 mètres papillon et huitième des finales du 50 mètres papillon et des 50 et 100 mètres nage libre.